# Лело-Сарацины
«Лело-Сарацины» (груз. ლელო) — грузинский регбийный клуб из Тбилиси. Был основан в 1969 году. Выступает в Биг 10.

## История
Клуб ведет свою историю от основанного в 1969 году тбилисского «Спартака». В конце 80-х годов команда обрела новое имя — «Лело», оно идет от древней грузинской игры лело бурти, похожей на регби. В 2004 году выиграл свой первый чемпионат Грузии. В июле 2014 года «Лело» и лондонский клуб «Сарацины» подписали договор о сотрудничестве. В итоге команда сменила название на «Лело-Сарацины». Соглашение предусматривает ежегодный обмен тренерскими кадрами и обучение молодых перспективных регбистов из Грузии в регбийной академии «Сарацинов» в Англии. Грузинский клуб добавил к своему логотипу эмблему «Сарацинов» и играет в регбийках цветов лондонского клуба (красно-черных). Один из сильнейших клубов страны 2000—2010-х годов, выигравший шесть чемпионских титулов, в том числе четыре подряд (2013, 2014, 2015, 2016 годов). В 2010-е годы «Лело-Сарацин» тренировал Леван Маисашвили, впоследствии главный тренер сборной Грузии.

## Достижения
- Чемпион Грузии: 2004, 2009, 2013, 2014, 2015, 2016
- Серебряный призёр чемпионата Грузии: 2007, 2008, 2010, 2024
- Бронзовый призёр чемпионата Грузии: 2017, 2023

## Известные игроки
- Горгодзе, Мамука
- Квирикашвили, Мераб
- Тодуа, Александр